# Osobliwość technologiczna

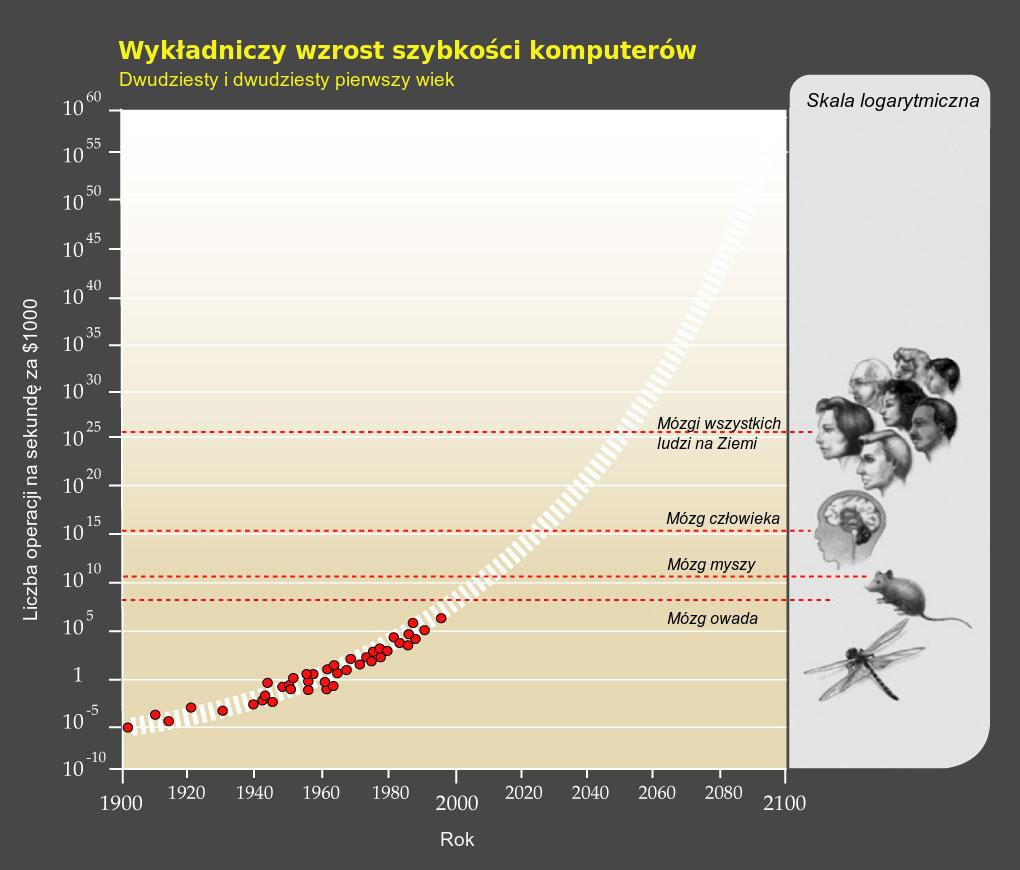
Koszty mocy obliczeniowej przez lata malały wykładniczo, w związku z czym Kurzweil spekulował, że przed 2040 rokiem komputer za 1000 USD będzie efektywniejszy od człowieka we wszystkich zadaniach.

Osobliwość technologiczna (lub po prostu osobliwość, z ang. singularity) – hipotetyczny punkt w przyszłym rozwoju cywilizacji, w którym postęp techniczny stanie się tak szybki, że wszelkie ludzkie przewidywania staną się nieaktualne. Głównym wydarzeniem, mającym do tego doprowadzić, byłoby stworzenie sztucznych inteligencji przewyższających intelektualnie ludzi. Takie sztuczne inteligencje mogłyby opracowywać jeszcze wydajniejsze sztuczne inteligencje, wywołując lawinową zmianę w technologii.

## Nazwa, idea, rozpowszechnienie
Nazwę osobliwość rozpowszechnił Vernor Vinge w latach 80. XX wieku, porównując niemożliwość przewidzenia skutków takiego wydarzenia do niemożliwości zastosowania znanych nam praw fizyki w osobliwości grawitacyjnej. Podobne idee były jednak omawiane już w latach 50. i 60., m.in. przez Irvinga Gooda, Janusza Zajdla i Johna von Neumanna. Obawy, że takie wydarzenie mogłoby stanowić zagrożenie dla istnienia ludzkiej cywilizacji, wyrazili m.in. Bill Joy, Nick Bostrom i Hugo de Garis.
Ray Kurzweil przedstawił alternatywne podejście do osobliwości, twierdząc, że można przewidzieć jej nadejście na podstawie ekstrapolacji dotychczasowych trendów rozwoju techniki i uogólnienia prawa Moore’a na inne dziedziny technologii. Według Kurzweila, przełomy w rozwoju technologicznym zdarzają się w coraz mniejszych odstępach czasu, które zmaleją do minimalnych wartości około 2045 roku. Kurzweil konsekwentnie podtrzymuje swoje prognozy.
Robin Hanson stwierdził, że wiele „osobliwości” miało już miejsce w historii ludzkości, znacznie wpływając na rozwój gospodarki. Najjaskrawszymi przykładami była rewolucja neolityczna i rewolucja przemysłowa. Według niego, powstanie sztucznych inteligencji, zastępujących całą ludzką pracę, wywołałoby 60–250-krotny wzrost gospodarczy.
Hipotezę o dążeniu ludzkości do osobliwości podważają m.in. Hubert Dreyfus, Steven Pinker, Andriej Korotajew i Jürgen Schmidhuber.
Motyw osobliwości po raz pierwszy pojawił się w powieściach science-fiction Vingego Marooned in Realtime i Ogień nad otchłanią. Obecnie jest często wykorzystywanym elementem fabuły w fantastyce naukowej.

## Historia idei
Stanisław Ulam jako pierwszy posłużył się terminem „osobliwość” w kontekście postępu technologicznego, przytaczając w 1958 roku rozmowę z Johnem von Neumannem:

Rozmowa skupiła się na temacie nieprzerwanie przyspieszającego postępu technologicznego i zmian w ludzkim życiu, które to procesy zdają się dążyć do pewnego osobliwego punktu w historii naszej rasy, po którym styl życia, jaki obecnie znamy, nie będzie mógł trwać.

W latach 60. XX wieku Irving J. Good spekulował na temat konsekwencji powstania maszyn inteligentniejszych od ludzi:

Zdefiniujmy maszynę ultrainteligentną jako maszynę, która przewyższa intelektualnie każdego człowieka. Skoro projektowanie maszyn jest jedną z prac umysłowych, maszyna ultrainteligentna mogłaby projektować jeszcze lepsze maszyny. Byłaby to bez wątpienia eksplozja inteligencji, która pozostawiłaby człowieka daleko w tyle. Maszyna ultrainteligentna będzie ostatnim wynalazkiem człowieka.

W latach 80. XX wieku Vernor Vinge spopularyzował teorię Gooda o eksplozji inteligencji i użył w jej kontekście nazwy „osobliwość”:

Wkrótce stworzymy inteligencje większe niż nasze własne. Gdy to się stanie, ludzka historia osiągnie pewną osobliwość, intelektualny punkt przejściowy tak nieprzenikniony jak zakrzywiona czasoprzestrzeń w środku czarnej dziury, i świat przestanie być dla nas zrozumiały.

W 1993 roku Vinge przewidywał, że nastąpi to między 2005 a 2030 rokiem.
W późniejszych latach powstało wiele teorii, jakie technologie mogłyby doprowadzić do powstania nadludzkich inteligencji. Większość można podzielić na dwie kategorie: wspomaganie ludzkiej inteligencji oraz stworzenie sztucznej inteligencji. Do wspomagania ludzkiej inteligencji może być wykorzystana bioinżynieria, inżynieria genetyczna, leki nootropowe i bezpośredni interfejs mózg–komputer. Sztuczna inteligencja może zostać stworzona przy użyciu komputerów, poprzez symulację pracy mózgu, bądź przy wykorzystaniu komputerów kwantowych. Rozwój technologii informatycznej sprawił, że obecnie bardziej oczekiwane jest pojawienie się sztucznych inteligencji. Robin Hanson wyraził sceptycyzm w stosunku do wzmacniania ludzkiej inteligencji, twierdząc, że po wyczerpaniu łatwych metod jej zwiększania, kolejne ulepszenia staną się coraz trudniejsze do osiągnięcia.
Aktualnie nie wiadomo, czy kiedykolwiek powstaną sztuczne inteligencje dorównujące ludziom. Mózg człowieka zawiera 15 – 33 miliardów neuronów, z których każdy może mieć do 10 tysięcy połączeń synaptycznych. Ilość informacji, potrzebnych do odtworzenia jego funkcjonalności w pamięci komputera, jest szacowana na 500 petabajtów, a wydajność potrzebna do symulacji jego działania w czasie rzeczywistym na kilkaset petaflops. Współczesne największe superkomputery osiągają już taką wydajność. Blue Brain Project, rozpoczęty w 2005 roku, miał w planach realizację tego zadania przy pomocy superkomputera około 2020 roku. Projekt ten, przekształcony w 2024 r. w przedsięwzięcie EBRAINS nie zrealizował tego zamiaru, ale opracował ponad 160 cyfrowych narzędzi dla neuronauki, stworzył implanty neuronowe, które pomogły pacjentom z paraliżem odzyskać zdolność chodzenia, oraz przyczynił się do rozwoju sieci neuronowych inspirowanych mózgiem.
W świetle dynamicznego rozwoju i upowszechnienia generatywnej sztucznej inteligencji, a w szczególności dużych modeli językowych po 2022 roku, to w nich upatruje się bardziej obiecującego pola do rozwoju ogólnej sztucznej inteligencji, superinteligencji i w konsekwencji dojścia do osobliwości technologicznej. Poglądy te są jednak podważane przez niektórych badaczy, np. Yanna LeCuna.
Eliezer Yudkowsky przedstawił następujące rozumowanie, pokazujące do czego doprowadzi stworzenie maszyn dorównujących ludziom: Aktualnie, dzięki pracy inżynierów, szybkość dostępnych komputerów podwaja się w ciągu dwóch lat. Jeśli zastąpimy inżynierów maszynami, po dwóch latach powstaną ich nowe wersje, pracujące dwukrotnie szybciej. Będą więc potrafiły przyspieszyć pracę komputerów dwukrotnie w ciągu jednego roku. Po upływie tego roku, kolejna generacja będzie już potrafiła podwoić szybkość komputerów w ciągu 6 miesięcy, kolejna w ciągu 3 miesięcy itd. Sumarycznie, po upływie 4 lat prędkość komputerów doszłaby do nieskończoności.

### Teoria przyspieszających zmian

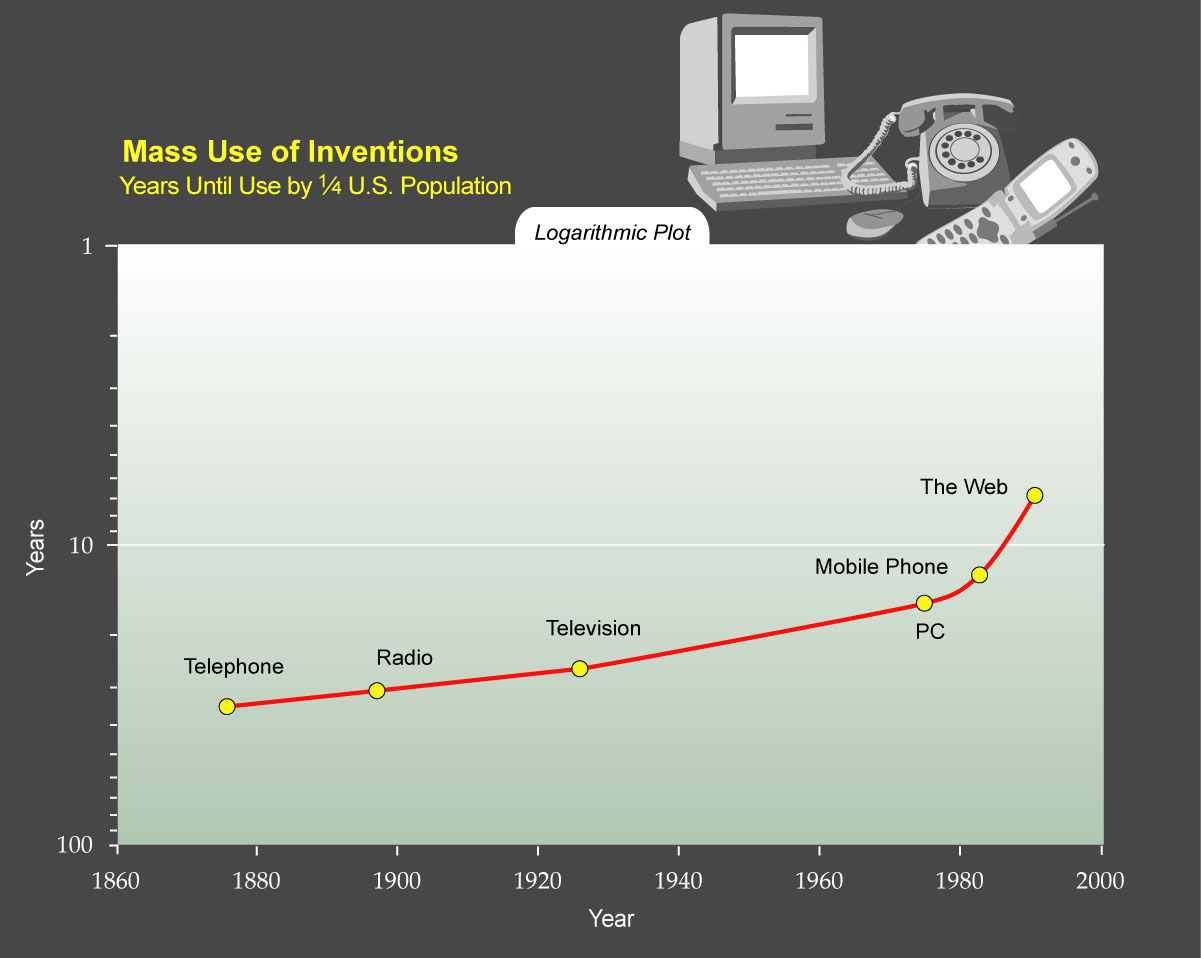
Rozpowszechnienie nowych wynalazków: liczba lat jakie upłynęły zanim dany wynalazek znalazł się w 1/4 domów w USA.

Ray Kurzweil, analizując historię ludzkości, doszedł do wniosku, że postęp techniczny następuje w sposób wykładniczy, ponieważ każdy wynalazek przyspiesza pojawienie się kolejnego. Uogólnił prawo Moore’a, opisujące geometryczny wzrost złożoności układów scalonych, odnosząc je również do innych technologii. Według jego przewidywań, kluczowe odkrycia naukowe będą następować w coraz krótszych odstępach czasu, aż nastąpi „rozerwanie tkaniny reprezentującej historię cywilizacji”. Kurzweil wierzy, że osobliwość powstanie jeszcze przed końcem pierwszej połowy XXI wieku, najprawdopodobniej około roku 2045. W odróżnieniu od Vingego, zakłada raczej stopniowe zbliżanie się do osobliwości niż gwałtownie rozwijającą się nadludzką inteligencję. Według niego, najpierw w 2029 r. pojawi się ogólna sztuczna inteligencja, która do 2045 roku wyewoluuje w osobliwość. Goertzel w swoim wykładzie z 2007 przewidywał, że osobliwość pojawi się w 2016 roku, jeśli ludzkość zintensyfikuje wysiłki w celu jej wprowadzenia. W 2023 Goertzel prognozował, że osobliwość nastąpi w przeciągu mniej niż dziesięciu lat.

## Potencjalne niebezpieczeństwa
Wielu futurologów przewiduje, że osobliwość technologiczna może stanowić zagrożenie dla istnienia ludzkości. Hugo de Garis zasugerował, że sztuczne superinteligencje mogą po prostu wyeliminować ludzi, gdyż ci nie będą w stanie ich przed tym powstrzymać. Według Anthony’ego Berglasa, oparta na komputerach inteligencja nie będzie, w odróżnieniu od człowieka, powiązana z żadnym konkretnym ciałem, co spowoduje, że jej postrzeganie świata będzie zupełnie inne niż ludzkie. Nick Bostrom przytacza przykładowy scenariusz, w którym superinteligencja, chcąc rozwiązać zadany jej problem matematyczny, angażuje surowce całego Układu Słonecznego do stworzenia urządzenia liczącego, zabijając między innymi osobę, która zadała pytanie. Bill Hibbard zwraca uwagę, że powstanie superinteligencji może znacznie powiększyć nierówności społeczne, oraz sugeruje, że kluczem do uniknięcia problemów jest zaprojektowanie sztucznych inteligencji w ten sposób, aby odczuwały miłość do ludzi.
Hans Moravec stwierdził, że nawet jeśli nadludzka inteligencja może sprawić, że ludzie staną się zbędni jako nadrzędna forma życia, to wciąż będzie dla nich miejsce w ziemskim ekosystemie.
Eliezer Yudkowsky zaproponował, by rozpocząć badania mające na celu stworzenie przyjaznej sztucznej inteligencji z uwzględnieniem wszystkich niebezpieczeństw. Zwrócił uwagę, że jeśli pierwsza sztuczna inteligencja będzie przyjazna człowiekowi, będzie miała lepszy start przed wrogimi SI. Organizacja Machine Intelligence Research Institute koncentruje się właśnie na stworzeniu takiej przyjaznej sztucznej inteligencji.
Trzy prawa robotyki sformułowane przez Isaaca Asimova są jednym z najwcześniejszych przykładów proponowanych zabezpieczeń dla maszyn myślących. W 2004 roku SIAI rozpoczął internetową kampanię pod hasłem 3 laws unsafe, by podnieść społeczną świadomość kwestii bezpieczeństwa i niedoskonałości praw robotyki Asimova.
Niektórzy anarchoprymitywiści i ekoanarchiści, jak John Zerzan i Derrick Jensen, postrzegają osobliwość jako kulminację kontroli maszyn i utratę możliwości swobodnej egzystencji poza cywilizacją. James John Bell wyraża obawy natury ekologicznej w odniesieniu do osobliwości.

## Krytyka
Teoria o nadchodzącej osobliwości technologicznej stała się obiektem krytyki z kilku punktów widzenia. Niektórzy naukowcy, m.in. Hubert Dreyfus, Stuart Russell i Peter Norvig przewidują, że żadna maszyna nigdy nie osiągnie poziomu ludzkiej inteligencji. Założenia teorii Kurzweila, dotyczącej przyspieszających zmian technologicznych, są również kwestionowane. Theodore Modis i Jonathan Huebner twierdzą nawet, że postęp techniczny zwalnia. Dowodem na to jest zwalnianie wzrostu częstotliwości procesorów, mimo że prędkość wzrostu złożoności układów scalonych nadal utrzymuje się na poziomie zakładanym przez prawo Moore’a. Podobnie porównanie liczby patentów przypadających na tysiąc osób pokazuje, że ludzka kreatywność nie przejawia gwałtownych wzrostów, a raczej stopniowy spadek. Największy wskaźnik liczby nowych patentów na tysiąc osób przypadał na okres 1850–1900 i od tej pory spada. Rosnąca złożoność z czasem staje się barierą i prowadzi do zapaści systemu – obecnie pojedynczy wybitny naukowiec nie może ogarnąć całości swoich badań, jak miało to miejsce jeszcze na przełomie XIX i XX wieku. John Smart podważa jednak analizę Huebnera.
Inni naukowcy utrzymują, że trend dążący do „osobliwości” można dostrzec w innych dziedzinach, jak na przykład populacja Ziemi czy PKB. Dla każdego z tych trendów istnieją jednak fundamentalne fizyczne ograniczenia i po okresie gwałtownego wzrostu następuje zawsze spowolnienie, albo nawet spadek. Na przykład Andriej Korotajew twierdzi, że w przeszłości hiperboliczny wzrost PKB wynikał ze sprzężenia zwrotnego, które przestało mieć wpływ na światowe trendy w latach siedemdziesiątych. Dlatego nie należy spodziewać się hiperbolicznego wzrostu w przyszłości.
Jürgen Schmidhuber zasugerował, że obserwowane przyspieszenie zmian odzwierciedla jedynie szczegółowość pamiętania niedawnych zdarzeń w stosunku do odległych. Według tej sugestii, analogiczne mechanizmy były przyczyną wszelkich apokaliptycznych przewidywań w przeszłości.

## Odbiór w mediach
Motyw osobliwości technologicznej był wykorzystywany przez wielu twórców science fiction. Pojawia się między innymi w powieściach Vernora Vingego, Isaaca Asimova, Jacka Dukaja, Charlesa Strossa i Grega Egana. Motyw stworzonej przez ludzi ultrainteligentnej maszyny, która niszczy ludzkość, został wykorzystany między innymi w serii filmów Terminator, opowiadaniu „Nie mam ust, a muszę krzyczeć” Harlana Ellisona i cyklu Hyperion Dana Simmonsa.
W filmie Ja, robot, luźno opartym na powieściach Asimova, pojawia się motyw sztucznej inteligencji przejmującej całkowitą kontrolę nad ludzkością w celu ochrony ludzkości przed samą sobą. Amerykański melodramat z 2013 pod tytułem Ona opowiada historię miłości mężczyzny do wirtualnej kobiety. W filmie z 2014 Transcendencja aktor Johnny Depp wciela się w postać umierającego naukowca, który uczy program wzorców swoich zachowań. Po śmierci program ten uzyskuje świadomość i dzięki nieograniczonym zasobom postanawia oczyścić ekosystem Ziemi za pomocą nanotechnologii. W filmie z 2017 Osobliwość natomiast superkomputer Kronos zostaje stworzony, by zakończyć wszystkie wojny, ale dochodzi do wniosku, że to ludzkość jest główną przyczyną konfliktów i postanawia ją wyeliminować.